# Bruce Beresford
Bruce Beresford, född 16 augusti 1940 i Sydney, New South Wales, är en australisk filmregissör som gjort mer än 30 filmer under sin 40-åriga karriär.
Beresford flyttade till England på 1960-talet och efter en tid i Nigeria återvände han till England och arbetade för British Film Institute. Efter ett antal kortfilmer regisserade han sin första långfilm, The Adventures of Barry McKenzie, i Australien 1972. Efter internationella framgångar med filmen Breaker Morant (1980) flyttade han till Hollywood. Han oscarnominerades som bästa regissör för sin första amerikanska film, På nåd och onåd (Tender Mercies, 1983). På väg med Miss Daisy (1989) oscarbelönades som bästa film 1990, dock utan att Beresford nominerades för regiinsatsen. Under 2000-talet har han bland annat regisserat Mao's Last Dancer (2009).